# Olympische Sommerspiele 2004/Teilnehmer (Japan)
| Gelbes Symbol für Goldmedaillen mit stilisierten Olympischen Ringen | Graues Symbol für Silbermedaillen mit stilisierten Olympischen Ringen | Braundes Symbol für Bronzemedaillen mit stilisierten Olympischen Ringen |
| ------------------------------------------------------------------- | --------------------------------------------------------------------- | ----------------------------------------------------------------------- |
| 16                                                                  | 9                                                                     | 12                                                                      |

Japan nahm an den Olympischen Sommerspielen 2004 in der griechischen Hauptstadt Athen mit 306 Sportlern, 139 Frauen und 167 Männern, teil.
Seit 1912 war es die 19. Teilnahme Japans bei Olympischen Sommerspielen. Bis heute (Stand: nach den Olympischen Sommerspielen 2016) ist die Teilnahme Japans 2004 diejenige mit den meisten weiblichen Sportlern (167).

## Flaggenträger
Die Ringerin Kyōko Hamaguchi trug die Flagge Japans während der Eröffnungsfeier im Olympiastadion.
Siehe auch → Liste der Flaggenträger der japanischen Mannschaften bei Olympischen Spielen

## Medaillen
Mit 16 gewonnenen Gold-, neun Silber- und zwölf Bronzemedaillen belegte das japanische Team Platz fünf im Medaillenspiegel.

### Medaillen nach Sportarten
| Sportart          |    |    |    | Gesamt |
| ----------------- | -- | -- | -- | ------ |
| Baseball          | 0— | 0— | 01 | 01     |
| Bogenschießen     | 0— | 01 | 0— | 01     |
| Judo              | 08 | 02 | 0— | 10     |
| Leichtathletik    | 02 | 0— | 0— | 02     |
| Radsport          | 0— | 01 | 0— | 01     |
| Ringen            | 02 | 01 | 03 | 06     |
| Schwimmen         | 03 | 01 | 04 | 08     |
| Segeln            | 0— | 0— | 01 | 01     |
| Softball          | 0— | 0— | 01 | 01     |
| Synchronschwimmen | 0— | 02 | 0— | 02     |
| Turnen            | 01 | 01 | 02 | 04     |
| Gesamt            | 16 | 09 | 12 | 37     |

### Medaillengewinner
Erfolgreichste Teilnehmer waren die Schwimmerinnen Kōsuke Kitajima (2 × Gold und 1 × Bronze) sowie der Turner Hiroyuki Tomita (1 × Gold und 1 × Silber).

#### Gold
| Name/n                                                                                            | Sportart       | Wettkampf                   |
| ------------------------------------------------------------------------------------------------- | -------------- | --------------------------- |
| Tadahiro Nomura                                                                                   | Judo           | Herren bis 60 kg            |
| Masato Uchishiba                                                                                  | Judo           | Herren bis 66 kg            |
| Keiji Suzuki                                                                                      | Judo           | Herren über 100 kg          |
| Ryōko Tani                                                                                        | Judo           | Frauen bis 48 kg            |
| Ayumi Tanimoto                                                                                    | Judo           | Frauen bis 63 kg            |
| Masae Ueno                                                                                        | Judo           | Frauen bis 70 kg            |
| Noriko Anno                                                                                       | Judo           | Frauen bis 78 kg            |
| Maki Tsukada                                                                                      | Judo           | Frauen über 78 kg           |
| Kōji Murofushi                                                                                    | Leichtathletik | Männer-Hammerwurf           |
| Mizuki Noguchi                                                                                    | Leichtathletik | Frauen-Marathon             |
| Saori Yoshida                                                                                     | Ringen         | Frauen Freistil bis 55 kg   |
| Kaori Ichō                                                                                        | Ringen         | Frauen Freistil bis 72 kg   |
| Kōsuke Kitajima                                                                                   | Schwimmen      | Männer 100 m Brust          |
| Kōsuke Kitajima                                                                                   | Schwimmen      | Männer 200 m Brust          |
| Ai Shibata                                                                                        | Schwimmen      | Männer 800 m Freistil       |
| Takehiro Kashima, Hisashi Mizutori, Daisuke Nakano, Hiroyuki Tomita, Naoya Tsukahara, Isao Yoneda | Turnen         | Männer Mannschaftsmehrkampf |

#### Siber
| Name/n | Sportart      | Wettkampf                        |
| --- | ------------- | -------------------------------- |
| Hiroshi Izumi | Judo          | Herren bis 90 kg                 |
| Yuki Yokosawa | Judo          | Frauen bis 52 kg                 |
| Hiroshi Yamamoto | Bogenschießen | Männereinzel                     |
| Chiharu Ichō | Ringen        | Frauen Freistil bis 48 kg        |
| Takashi Yamamoto | Schwimmen     | Männer 200 m Schmetterling       |
| Miya Tachibana und Miho Takeda                                                                                       | Softball      | Frauen-Synchronschwimmen (Duett) |
| Michiyo Fujimaru, Saho Harada, Kanako Kitao, Emiko Suzuki, Miya Tachibana, Miho Takeda, Juri Tatsumi und Yōko Yoneda | Softball      | Frauen-Synchronschwimmen (Team)  |
| Hiroyuki Tomita | Turnen        | Frauen Barren                    |

#### Bronze
| Name/n | Sportart  | Wettkampf                  |
| --- | --------- | -------------------------- |
| Ryōji Aikawa, Yūya Andō, Atsushi Fujimoto, Kōsuke Fukudome, Hirotoshi Ishii, Hisashi Iwakuma, Hitoki Iwase, Kenji Jōjima, Makoto Kaneko, Takuya Kimura, Masahide Kobayashi, Hiroki Kuroda, Daisuke Matsuzaka, Daisuke Miura, Shin’ya Miyamoto, Arihito Muramatsu, Norihiro Nakamuru, Michihiro Ogasawara, Naoyuki Shimizu, Yoshinobu Takahashi, Yoshitomo Tani, Kōji Uehara, Kazuhiro Wada und Tsuyoshi Wada | Baseball  | Baseball                   |
| Toshiaki Fushimi, Masaki Inoue und Tomohiro Nagatsuka | Radsport  | Olympischer Sprint         |
| Chikara Tanabe | Ringen    | Männer Freistil bis 55 kg  |
| Kenji Inoue | Ringen    | Männer Freistil bis 60 kg  |
| Kyōko Hamaguchi | Ringen    | Frauen Freistil bis 72 kg  |
| Tomomi Morita | Schwimmen | Männer 100 m Rücken        |
| Tomomi Morita, Kōsuke Kitajima, Takashi Yamamoto und Yoshihiro Okumura | Schwimmen | Männer 4 × 100 m Lagen     |
| Reiko Nakamura | Schwimmen | Frauen 200 m Rücken        |
| Yūko Nakanishi | Schwimmen | Frauen 200 m Schmetterling |
| Kazuto Seki und Kenjirō Todoroki | Segeln    | Männer 470er               |
| Emi Inui, Kazue Itō, Masumi Mishina, Emi Naito, Haruka Saito, Hiroko Sakai, Naoko Sakamoto, Rie Satō, Yuki Satō, Juri Takayama, Yukiko Ueno, Reika Utsugi, Eri Yamada und Noriko Yamaji | Softball  | Softball                   |
| Takehiro Kashima | Turnen    | Männer Pauschenpferd       |
| Isao Yoneda | Turnen    | Männer Reck                |

## Teilnehmer nach Sportarten

### Badminton
| Name/n                           | Wettbewerb | Ergebnisse |
| -------------------------------- | ---------- | --- |
| Hidetaka Yamada                  | Einzel     | 1. Runde: 8:15/10:15-Niederlage gegen Taufik Hidayat aus Indonesien                                                            |
| Shōji Satō                       | Einzel     | 1. Runde: 6:15/5:15-Niederlage gegen Bao Chunlai aus der Volksrepublik China                                                   |
| Keita Masuda/Tadashi Ōtsuka      | Doppel     | 1. Runde: 7:15/17:16/9:15-Niederlage gegen Cai Yun/Fu Haifeng aus Volksrepublik China                                          |
| Kaori Mori                       | Einzel     | 1. Runde: 11:5/11:4-Sieg gegen Anu Weckström aus Finnland 2. Runde: 2:11/4:11-Niederlage gegen Zhou Mi aus Volksrepublik China |
| Miho Tanaka                      | Einzel     | 1. Runde: 11:7/5:11/11:8-Niederlage gegen Salakjit Ponsana aus Thailand                                                        |
| Kanako Yonekura                  | Einzel     | 1. Runde: 4:11/7:11-Niederlage gegen Camilla Martin aus Dänemark                                                               |
| Chikako Nakayama/Keiko Yoshitomi | Doppel     | 1. Runde: Freilos Achtelfinale: 4:15/11:15-Niederlage gegen Saralee Thungthongkam/Sathinee Chankrachangwong aus Thailand       |
| Shizuka Yamamoto/Seiko Yamada    | Doppel     | 1. Runde: 7:15/9:15-Niederlage gegen Chin Eei Hui/Wong Pei Tty aus Malaysia                                                    |

### Baseball
Legende: VR = Vorrundenspiel, HF = Halbfinale
| Namen | Wettbewerb     | Ergebnisse |
| --- | -------------- | --- |
| Japanische Baseballnationalmannschaft: Ryōji Aikawa, Yūya Andō, Atsushi Fujimoto, Kōsuke Fukudome, Hirotoshi Ishii, Hisashi Iwakuma, Hitoki Iwase, Kenji Jōjima, Makoto Kaneko, Takuya Kimura, Masahide Kobayashi, Hiroki Kuroda, Daisuke Matsuzaka, Daisuke Miura, Shin’ya Miyamoto, Arihito Muramatsu, Norihiro Nakamuru, Michihiro Ogasawara, Naoyuki Shimizu, Yoshinobu Takahashi, Yoshitomo Tani, Kōji Uehara, Kazuhiro Wada und Tsuyoshi Wada | Herren-Turnier | VR1: 12:0-Sieg gegen Italien VR2: 3:8-Sieg gegen die Niederlande VR3: 6:3-Sieg gegen Kuba VR4: 9:4-Niederlage gegen Australien VR5: 1:9-Sieg gegen Kanada VR6: 3:4-Sieg gegen Chinese Taipei VR7: 6:1-Sieg gegen Griechenland HF: 1:0-Niederlage gegen Australien Spiel um Platz drei: 11:2-Sieg gegen Kanada, Platz 3 |

### Basketball
Legende: VRA = Vorrundenspiel in der Gruppe A, S9 = Spiel um Platz neun
| Namen                                             | Wettbewerb     | Ergebnisse |
| ------------------------------------------------- | -------------- | --- |
| Japanische Basketballnationalmannschaft der Damen | Frauen-Turnier | VRA: 62:128-Niederlage gegen Brasilien VRA: 73:79-Sieg gegen Nigeria VRA: 78:97-Niederlage gegen Australien VRA: 94:71-Niederlage gegen Russland VRA: 93:91-Niederlage gegen Griechenland VRA: 62:128-Niederlage gegen Brasilien S9: 63:82-Niederlage gegen die Volksrepublik China, Platz 10 |

### Bogenschießen
| Namen | Wettbewerb        | Ergebnisse |
| --- | ----------------- | --- |
| Takaharu Furukawa                                                                                           | Männer-Einzel     | 1. Runde: 146:143-Sieg gegen Yong Fujun aus der Volksrepublik China 2. Runde: 166:163-Niederlage gegen Jang Yong-ho aus der Republik Korea |
| Yuji Hamano                                                                                                 | Männer-Einzel     | 1. Runde: 155:150-Niederlage gegen Satyadev Prasad aus Indien |
| Hiroshi Yamamoto                                                                                            | Männer-Einzel     | 1. Runde: 155:147-Sieg gegen Franck Fisseux aus Frankreich 2. Runde: 162:154-Sieg gegen Michele Frangilli aus Italien Achtelfinale: 168:160-Sieg gegen Oleksandr Serdjuk aus der Ukraine Viertelfinale: 111:110-Sieg gegen Im Dong-hyun aus der Republik Korea Halbfinale: 11510:1159-Sieg gegen Tim Cuddihy aus Australien Finale: 111:109-Niederlage gegen Marco Galiazzo aus der Italien, Platz 2 |
| Japanische Bogenschützennationalmannschaft (Hiroshi Yamamoto, Yuji Hamano, Takaharu Furukawa)               | Männer-Mannschaft | 1. Runde: 254:241-Sieg gegen Frankreich Viertelfinale: 242:236-Niederlage gegen die Ukraine, Platz 8 |
| Yukari Kawasaki                                                                                             | Frauen-Einzel     | 1. Runde: 119:106-Niederlage gegen Iwona Dzięcioł aus Polen |
| Sayoko Kawauchi                                                                                             | Frauen-Einzel     | 1. Runde: 137:129-Sieg gegen Natalija Burdejna aus der Ukraine 2. Runde: 154:150-Niederlage gegen Alison Williamson aus dem Vereinigten Königreich |
| Sayami Matsushita                                                                                           | Frauen-Einzel     | 1. Runde: 165:157-Sieg gegen Alexandra Fouace aus Frankreich 2. Runde: 173:149-Niederlage gegen Yun Mi-jin aus der Republik Korea |
| Japanische Bogenschützennationalmannschaft der Frauen (Yukari Kawasaki, Sayoko Kawauchi, Sayami Matsushita) | Frauen-Mannschaft | 1. Runde: 240:226-Niederlage gegen Chinese Taipei |

### Boxen
| Namen              | Wettbewerb                            | Ergebnisse                                                        |
| ------------------ | ------------------------------------- | ----------------------------------------------------------------- |
| Toshiyuki Igarashi | Männer-Halbfliegengewicht (bis 48 kg) | 1. Runde: 21:26-Niederlage gegen Endalkachew Kebede aus Äthiopien |

### Fechten
| Namen           | Wettbewerb            | Ergebnisse |
| --------------- | --------------------- | --- |
| Masashi Nagara  | Männer-Säbel-Einzel   | Qualifikation: 15:8-Sieg gegen Marios Basmatzian aus Griechenland 1. Runde: 15:9-Niederlage gegen Stanislaw Alexejewitsch Posdnjakow aus Russland |
| Yūki Ōta        | Männer-Florett-Einzel | 1. Runde: 15:9-Sieg gegen Edgar Chumacero aus Mexiko Achtelfinale: 15:8-Niederlage gegen Renal Ramilewitsch Ganejew aus Russland                  |
| Megumi Harada   | Frauen-Degen-Einzel   | Qualifikation: 15:6-Sieg gegen Kelly-Anne Wilson aus Südafrika 1. Runde: 15:14-Niederlage gegen Cristiana Cascioli aus Italien                    |
| Chieko Sugawara | Frauen-Florett-Einzel | 1. Runde: 15:6-Sieg gegen Alejandra Carbone aus Argentinien Achtelfinale: 15:2-Niederlage gegen Giovanna Trillini aus Italien                     |
| Madoka Hisagae  | Frauen-Säbel-Einzel   | 1. Runde: 15:6-Sieg gegen Orsolya Nagy aus Ungarn Achtelfinale: 15:13-Niederlage gegen Mariel Zagunis aus den Vereinigten Staaten                 |

### Fußball
Legende: VR = Vorrundenspiel, VF = Viertelfinale
| Namen | Wettbewerb | Ergebnisse |
| --- | ---------- | --- |
| Japanische Fußballnationalmannschaft: Hitoshi Sogahata, Marcus Tulio Tanaka, Teruyuki Moniwa, Daisuke Nasu, Yūki Abe, Yasuyuki Konno, Kōji Morisaki, Shinji Ono, Daiki Takamatsu, Daisuke Matsui, Tatsuya Tanaka, Naoya Kikuchi, Yūichi Komano, Naohiro Ishikawa, Yūhei Tokunaga, Yoshito Ōkubo, Sōta Hirayama, Takaya Kurokawa | Männer     | VR: 4:3 (3:1)-Niederlage gegen Paraguay VR: 2:3 (1:3)-Niederlage gegen Italien VR: 1:0 (1:0)-Sieg gegen Ghana, Platz 13                  |
| Japanische Fußballnationalmannschaft der Frauen: Nozomi Yamagō, Kyōko Yano, Hiromi Ikeda, Yumi Ōbe, Naoko Kawakami, Tomoe Katō, Emi Yamamoto, Tomomi Miyamoto, Eriko Arakawa, Homare Sawa, Mio Ōtani, Yasuyo Yamagishi, Aya Shimokozuru, Karina Maruyama, Miyuki Yanagita, Yayoi Kobayashi, Kozue Andō, Shiho Onodera           | Frauen     | VR: 0:1 (0:1)-Sieg gegen Schweden VR: 0:1 (0:0)-Niederlage gegen Nigeria VF: 2:1 (1:0)-Niederlage gegen die Vereinigten Staaten, Platz 7 |

### Gewichtheben
| Männer - Toshio Imamura Federgewicht: 11. Platz - Takanobu Iwazaki Superschwergewicht: 12. Platz - Masaharu Yamada Bantamgewicht: DNF | Frauen - Hiromi Miyake Fliegengewicht: 9. Platz |

### Hockey
Legende: VR = Vorrundenspiel
| Namen | Wettbewerb | Ergebnisse |
| --- | ---------- | --- |
| Japanische Hockeynationalmannschaft der Frauen: Kaori Chiba-Fujio, Rika Ishida, Sachimi Iwao, Akemi Kato, Chie Kimura, Akiko Kitada, Rika Komazawa, Tomomi Komori, Keiko Miura, Nami Miyazaki, Sakae Morimoto, Miyuki Nakagawa, Naoko Saito, Emi Sakurai, Rie Terazono, Yukari Yamamoto | Frauen     | VR: 0:3 (0:1)-Niederlage gegen China VR: 1:3 (1:1)-Niederlage gegen Argentinien VR: 2:0 (1:0)-Sieg gegen Neuseeland VR: 2:1 (2:0)-Sieg gegen Spanien Platzierungsspiel: 1:3 (1:3)-Niederlage gegen Australien Spiel um Platz 7: 1:3 (1:3)-Niederlage gegen Südkorea, Platz 8 |

### Judo
| Männer - Tadahiro Nomura Ultraleichtgewicht: Gold - Masato Uchishiba Halbleichtgewicht: Gold - Masahiro Takamatsu Leichtgewicht: ausgeschieden - Masahiko Tomouchi Halbmittelgewicht: ausgeschieden - Hiroshi Izumi Mittelgewicht: Silber - Kōsei Inoue Halbschwergewicht: Halbfinale - Keiji Suzuki Schwergewicht: Gold | Frauen - Ryōko Tani Ultraleichtgewicht: Gold - Yuki Yokosawa Halbleichtgewicht: Silber - Kie Kusakabe Leichtgewicht: Halbfinale - Ayumi Tanimoto Halbmittelgewicht: Gold - Masae Ueno Mittelgewicht: Gold - Noriko Anno Halbschwergewicht: Gold - Maki Tsukada Schwergewicht: Gold |

### Kanu
Frauen
- Miyuki Shirata
Kajak-Einer, 500 m: Hoffnungslauf
- Shinobu Kitamoto & Yumiko Suzuki
Kajak-Zweier, 500 m: Hoffnungslauf
- Miho Adachi, Shinobu Kitamoto, Yumiko Suzuki & Mikiko Takeya
Kajak-Vierer, 500 m: 9. Platz

### Leichtathletik
| Männer - Nobuharu Asahara 100 m: Viertelfinale 4 × 100 m: 4. Platz - Shingo Suetsugu 100 m: Viertelfinale 4 × 100 m: 4. Platz - Hiroyasu Tsuchie 100 m: Vorläufe 4 × 100 m: 4. Platz - Shinji Takahira 200 m: Vorläufe 4 × 100 m: 4. Platz - Ryo Matsuda 200 m: Vorläufe - Jun Osakada 400 m: Vorläufe 4 × 400 m: 4. Platz - Mitsuhiro Sato 400 m: Vorläufe 4 × 400 m: 4. Platz - Yuki Yamaguchi 400 m: Vorläufe 4 × 400 m: 4. Platz - Ryuji Ono 10.000 m: 19. Platz - Shigeru Aburaya Marathon: 5. Platz - Toshinari Suwa Marathon: 6. Platz - Tomoaki Kunichika Marathon: 42. Platz - Masato Naito 110 m Hürden: Viertelfinale - Satoru Tanigawa 110 m Hürden: Viertelfinale - Dai Tamesue 400 m Hürden: Halbfinale - Ken Yoshizawa 400 m Hürden: Vorläufe - Yoshitaka Iwamizu 3000 m Hindernis: Vorläufe - Tomohiro Ito 4 × 400 m: 4. Platz - Takayuki Tanii 20 km Gehen: 15. Platz 50 km Gehen: disqualifiziert - Yūki Yamazaki 20 km Gehen: DNF 50 km Gehen: 16. Platz - Daichi Sawano Stabhochsprung: 13. Platz - Shinichi Terano Weitsprung: 29. Platz in der Qualifikation - Takanori Sugibayashi Dreisprung: 38. Platz in der Qualifikation - Koji Murofushi Hammerwurf: Gold - Yukifumi Murakami Speerwurf: 18. Platz in der Qualifikation | Frauen - Miho Sugimori 800 m: Vorläufe - Megumi Tanaka 10.000 m: 13. Platz - Harumi Hiroyama 10.000 m: 18. Platz - Kayoko Fukushi 10.000 m: 26. Platz - Mizuki Noguchi Marathon: Gold - Reiko Tosa Marathon: 5. Platz - Naoko Sakamoto Marathon: 7. Platz - Mayumi Kawasaki 20 km Gehen: 40. Platz - Takayo Kondō Stabhochsprung: 32. Platz in der Qualifikation - Maho Hanaoka Weitsprung: 33. Platz in der Qualifikation - Chinatsu Mori Kugelstoßen: 31. Platz in der Qualifikation - Yuka Murofushi Hammerwurf: 27. Platz in der Qualifikation - Yuki Nakata Siebenkampf: 28. Platz |

### Radsport
| Männer - Yasutaka Tashiro Straßenrennen: 56. Platz - Shinri Suzuki Straßenrennen: DNF - Tomohiro Nagatsuka Sprint: 14. Platz in der Qualifikation Mannschaftssprint: Silber - Toshiaki Fushimi Keirin: Hoffnungslauf Mannschaftssprint: Silber - Masaki Inoue Mannschaftssprint: Silber - Makoto Iijima Punktefahren: 16. Platz - Kenji Takeya Mountainbike: 38. Platz | Frauen - Miho Oki Straßenrennen: 20. Platz - Miyoko Karami Straßenrennen: 41. Platz - Sayuri Ōsuga 500 m Zeitfahren: 10. Platz - Yukari Nakagome Mountainbike: 22. Platz |

### Reiten
- Tadayoshi Hayashi
Springen Einzel: DNF (Qualifikation)
Springen Mannschaft: 12. Platz
- Ryuichi Obata
Springen Einzel: DNF (Qualifikation)
Springen Mannschaft: 12. Platz
- Taizō Sugitani
Springen Einzel: 15. Platz
Springen Mannschaft: 12. Platz
- Yuka Watanabe
Springen Einzel: DNF (Finale)
Springen Mannschaft: 12. Platz

### Rhythmische Sportgymnastik
Frauen
- Yukari Murata
Einzel: 18. Platz in der Qualifikation

### Ringen
| Männer - Masatoshi Toyota Federgewicht griechisch-römisch: 10. Platz - Makoto Sasamoto Leichtgewicht griechisch-römisch: 5. Platz - Katsuhiko Nagata Mittelgewicht griechisch-römisch: 16. Platz - Shingo Matsumoto Halbschwergewicht griechisch-römisch: 7. Platz - Chikara Tanabe Federgewicht Freistil: Bronze - Kenji Inoue Leichtgewicht Freistil: Bronze - Kazuhiko Ikematsu Weltergewicht Freistil: 5. Platz - Kunihiko Obata Mittelgewicht Freistil: 12. Platz - Hidekazu Yokoyama Halbschwergewicht Freistil: 10. Platz | Frauen - Chiharu Ichō Fliegengewicht Freistil: Silber - Saori Yoshida Leichtgewicht Freistil: Gold - Kaori Icho Mittelgewicht Freistil: Gold - Kyoko Hamaguchi Schwergewicht Freistil: Bronze |

### Rudern
| Männer - Daisaku Takeda & Kazushige Ura Leichtgewichts-Doppelzweier: 6. Platz | Frauen - Akiko Iwamoto & Kahori Uchiyama Leichtgewichts-Doppelzweier: 13. Platz |

### Schießen
| Männer - Masaru Nakashige Luftpistole: 23. Platz Freie Pistole: 38. Platz - Shuji Tazawa Luftpistole: 30. Platz Schnellfeuerpistole: 15. Platz - Masaru Yanagida Luftgewehr: 9. Platz Kleinkaliber Dreistellungskampf: 16. Platz Kleinkaliber liegend: 24. Platz | Frauen - Michiko Hasegawa Luftpistole: 25. Platz Sportpistole: 13. Platz - Yoko Inada Luftpistole: 10. Platz - Megumi Inoue Doppeltrap: 5. Platz - Yukari Konishi Sportpistole: 19. Platz - Hiromi Misaki Luftgewehr: 22. Platz Kleinkaliber Dreistellungskampf: 24. Platz - Taeko Takeba Trap: 8. Platz |

### Schwimmen
| Männer - Yoshihiro Okumura 100 m Freistil: 27. Platz 200 m Freistil: 10. Platz 4 × 100 m Lagen: Bronze - Takeshi Matsuda 400 m Freistil: 8. Platz 1500 m Freistil: 13. Platz 200 m Schmetterling: 14. Platz - Tomomi Morita 100 m Rücken: Bronze 200 m Rücken: 5. Platz 4 × 100 m Lagen: Bronze - Kōsuke Kitajima 100 m Brust: Gold 200 m Brust: Gold 4 × 100 m Lagen: Bronze - Genki Imamura 200 m Brust: 11. Platz - Takashi Yamamoto 100 m Schmetterling: 9. Platz 200 m Schmetterling: Silber 4 × 100 m Lagen: Bronze - Takahiro Mori 200 m Lagen: 6. Platz - Jiro Miki 200 m Lagen: 8. Platz 400 m Lagen: 7. Platz - Susumu Tabuchi 400 m Lagen: 18. Platz | Frauen - Tomoko Nagai 100 m Freistil: 16. Platz 200 m Freistil: 13. Platz 4 × 100 m Lagen: 5. Platz - Ai Shibata 400 m Freistil: 5. Platz 800 m Freistil: Gold - Sachiko Yamada 400 m Freistil: 6. Platz 800 m Freistil: 12. Platz - Reiko Nakamura 100 m Rücken: 4. Platz 200 m Rücken: Bronze 4 × 100 m Lagen: 5. Platz - Noriko Inada 100 m Rücken: 11. Platz 4 × 100 m Lagen: 5. Platz - Aya Terakawa 200 m Rücken: 8. Platz - Masami Tanaka 100 m Brust: 9. Platz 200 m Brust: 4. Platz 4 × 100 m Lagen: 5. Platz - Junko Ōnishi 100 m Schmetterling: 8. Platz 4 × 100 m Lagen: 5. Platz - Yūko Nakanishi 100 m Schmetterling: 14. Platz 200 m Schmetterling: Bronze - Yukiko Osada 200 m Schmetterling: 13. Platz - Misa Amano 200 m Lagen: 17. Platz 400 m Lagen: 10. Platz |

### Segeln
| Männer - Motokazu Kenjo Windsurfen: 19. Platz - Kazuto Seki & Kenjirō Todoroki 470er: Bronze | Offene Klasse - Kunio Suzuki Laser: 35. Platz - Kenji Nakamura & Masato Takaki 49er: 15. Platz | Frauen - Masako Imai Windsurfen: 17. Platz - Maiko Sato Europe: 24. Platz - Mitsuko Satake & Yuka Yoshisako 470er: 11. Platz |

### Softball
Legende: VR = Vorrundenspiel, HF = Halbfinale
| Namen | Wettbewerb    | Ergebnisse |
| --- | ------------- | --- |
| Japanische Softballnationalmannschaft: Kazue Itō, Yumi Iwabuchi, Masumi Mishina, Emi Naito, Haruka Saito, Hiroko Sakai, Naoko Sakamoto, Rie Satō, Yuki Satō, Juri Takayama, Yukiko Ueno, Reika Utsugi, Eri Yamada und Noriko Yamaji | Damen-Turnier | VR1: 2:4-Niederlage gegen Australien VR2: 6:0-Sieg gegen Chinese Taipei VR3: 0:3-Niederlage gegen die Vereinigten Staaten VR4: 0:1-Niederlage gegen Kanada VR5: 6:0-Sieg gegen Griechenland VR6: 1:0-Sieg gegen Italien VR7: 2:0-Sieg gegen China HF: 1:0-Sieg gegen China Spiel um Platz drei: 0:3-Niederlage gegen Australien, Platz 3 |

### Synchronschwimmen
- Miya Tachibana & Miho Takeda
Duett: Silber

- Michiyo Fujimaru, Saho Harada, Naoko Kawashima, Kanako Kitao, Emiko Suzuki, Miya Tachibana, Miho Takeda, Juri Tatsumi & Yōko Yoneda
Mannschaft: Silber

### Taekwondo
Frauen
- Yoriko Okamoto
Schwergewicht: 7. Platz

### Tennis
Frauen
| Einzel - Shinobu Asagoe 1. Runde: Niederlage gegen Francesca Schiavone → ausgeschieden - Akiko Morigami 1. Runde: Sieg gegen Iveta Benešová 2. Runde: Niederlage gegen Swetlana Alexandrowna Kusnezowa → ausgeschieden - Saori Obata 1. Runde: Niederlage gegen Maja Matevžič → ausgeschieden - Ai Sugiyama 1. Runde: Sieg gegen Zheng Jie 2. Runde: Sieg gegen Tetjana Perebyjnis Achtelfinale: Sieg gegen Karolina Šprem Viertelfinale: Niederlage gegen Alicia Molik → ausgeschieden | Doppel - Shinobu Asagoe & Ai Sugiyama 1. Runde: Sieg gegen Jelena Wjatscheslawowna Dementjewa & Anastassija Andrejewna Myskina Achtelfinale: Sieg gegen Jelena Kostanić Tošić & Karolina Šprem Viertelfinale: Sieg gegen Martina Navratilova & Lisa Raymond Halbfinale: Niederlage gegen Conchita Martínez & Virginia Ruano Pascual Spiel um Bronze: Niederlage gegen Paola Suárez & Patricia Tarabini → 4. Platz - Akiko Morigami & Saori Obata 1. Runde: Sieg gegen Melinda Czink & Anikó Kapros Achtelfinale: Niederlage gegen Paola Suárez & Patricia Tarabini → ausgeschieden |

### Tischtennis
| Männer Einzel - Shu Arai 1. Runde: Niederlage gegen Liu Song (Argentinien) → ausgeschieden - Ryo Yuzawa 1. Runde: Niederlage gegen Lin Ju (Dominikanische Republik) → ausgeschieden - Kōji Matsushita 1. Runde: Sieg gegen Trevor Brown (Australien) 2. Runde: Sieg gegen Danny Heister (Niederlande) 3. Runde: Niederlage gegen Ryu Seung-min (Südkorea) → ausgeschieden Doppel - Shu Arai & Ryo Yuzawa 1. Runde: Sieg gegen: Mohamed Boudjadja & Abdel Hakim Djaziri (Algerien) 2. Runde: Niederlage gegen Timo Boll & Zoltan Fejer-Konnerth (Deutschland) → ausgeschieden - Akira Kito & Toshio Tasaki 1. Runde: Freilos 2. Runde: Sieg gegen Panagiotis Gionis & Kalinikos Kreanga (Griechenland) 3. Runde: Niederlage gegen Slobodan Grujić & Aleksandar Karakašević (Serbien und Montenegro) → ausgeschieden | Frauen Einzel - Ai Fukuhara 1. Runde: Freilos 2. Runde: Sieg gegen Miao Miao (Australien) 3. Runde: Sieg gegen Gao Jun (Vereinigte Staaten) Achtelfinale: Niederlage gegen Kim Kyung-ah (Südkorea) → ausgeschieden - Ai Fujinuma 1. Runde: Freilos 2. Runde: Sieg gegen Wu Xue (Dominikanische Republik) 3. Runde: Sieg gegen Liu Jia (Österreich) Achtelfinale: Niederlage gegen Zhang Xueling (Singapur) → ausgeschieden - Aya Umemura 1. Runde: Freilos 2. Runde: Freilos 3. Runde: Sieg gegen Jie Schöpp (Deutschland) Achtelfinale: Niederlage gegen Li Jia Wei (Singapur) → ausgeschieden Doppel - Ai Fujinuma & Aya Umemura 1. Runde: Freilos 2. Runde: Freilos 3. Runde: Freilos Achtelfinale: Sieg gegen Lau Sui Fei & Lin Ling (Hongkong) Viertelfinale: Niederlage gegen Guo Yue & Niu Jianfeng (China) → ausgeschieden |

### Trampolinturnen
Frauen
- Haruka Hirota
Einzel: 7. Platz

### Triathlon
| Männer - Hiroyuki Nishiuchi Einzel: 32. Platz - Hirokatsu Tayama Einzel: 13. Platz | Frauen - Akiko Hirao-Sekine Einzel: 12. Platz - Machiko Nakanishi Einzel: 20. Platz - Kiyomi Niwata Einzel: 14. Platz |

### Turnen
| Männer - Hiroyuki Tomita Einzelmehrkampf: 6. Platz Mannschaftsmehrkampf: Gold Boden: 62. Platz in der Qualifikation Pferd: 7. Platz in der Qualifikation Barren: Silber Reck: 13. Platz in der Qualifikation Ringe: 4. Platz Seitpferd: 8. Platz - Isao Yoneda Einzelmehrkampf: 11. Platz Mannschaftsmehrkampf: Gold Boden: 7. Platz Pferd: 10. Platz in der Qualifikation Barren: 15. Platz in der Qualifikation Reck: Bronze Ringe: 27. Platz in der Qualifikation Seitpferd: 76. Platz in der Qualifikation - Naoya Tsukahara Einzelmehrkampf: 48. Platz Mannschaftsmehrkampf: Gold Boden: 4. Platz in der Qualifikation Pferd: 38. Platz in der Qualifikation Barren: 21. Platz in der Qualifikation Ringe: 13. Platz in der Qualifikation Seitpferd: 12. Platz in der Qualifikation - Takehiro Kashima Einzelmehrkampf: 49. Platz Mannschaftsmehrkampf: Gold Boden: 53. Platz in der Qualifikation Pferd: 13. Platz in der Qualifikation Barren: 40. Platz in der Qualifikation Reck: 6. Platz in der Qualifikation Seitpferd: Bronze - Hisashi Mizutori Einzelmehrkampf: 68. Platz Mannschaftsmehrkampf: Gold Pferd: 26. Platz in der Qualifikation Reck: 6. Platz in der Qualifikation Ringe: 23. Platz in der Qualifikation Seitpferd: 35. Platz in der Qualifikation - Daisuke Nakano Einzelmehrkampf: 69. Platz Mannschaftsmehrkampf: Gold Boden: 6. Platz Barren: 5. Platz Reck: 9. Platz Ringe: 65. Platz in der Qualifikation | Frauen - Manami Ishizaka Einzelmehrkampf: 33. Platz in der Qualifikation Boden: 32. Platz in der Qualifikation Pferd: 53. Platz in der Qualifikation Stufenbarren: 50. Platz in der Qualifikation Schwebebalken: 59. Platz in der Qualifikation - Kyoko Oshima Einzelmehrkampf: 51. Platz in der Qualifikation Boden: 70. Platz in der Qualifikation Pferd: 82. Platz in der Qualifikation Stufenbarren: 36. Platz in der Qualifikation Schwebebalken: 69. Platz in der Qualifikation |

### Volleyball
Legende: VR = Vorrundenspiel, VF = Viertelfinale
| Namen | Wettbewerb | Ergebnisse |
| --- | ---------- | --- |
| Japanische Volleyballnationalmannschaft der Frauen: Saori Kimura, Megumi Kurihara, Ikumi Narita, Kanako Omura, Ai Otomo-Yamamoto, Kana Oyama, Miki Sasaki, Sachiko Sugiyama, Miyuki Takahashi, Yoshie Takeshita, Tomoko Yoshihara | Frauen     | VR: 0:3-Niederlage gegen Brasilien VR: 0:3-Niederlage gegen Italien VR: 3:1-Sieg gegen Griechenland VR: 0:3-Niederlage gegen Südkorea VR: 3:0-Sieg gegen Kenia VF: 0:3-Niederlage gegen China, Platz 5 |

### Volleyball (Beach)
Legende: VR = Vorrundenspiel
| Namen                         | Wettbewerb | Ergebnisse |
| ----------------------------- | ---------- | --- |
| Chiaki Kusuhara, Ryōko Tokuno | Frauen     | VR: 0:2-Niederlage gegen Kerri Walsh & Misty May-Treanor (Vereinigte Staaten) VR: 0:2-Niederlage gegen Eva Celbová & Soňa Nováková-Dosoudilová (Tschechien) VR: 2:1-Sieg gegen Marrit Leenstra & Rebekka Kadijk (Niederlande), Platz 17 |

### Wasserspringen
| Männer - Ken Terauchi Kunstspringen: 8. Platz | Frauen - Takiri Miyazaki Turmspringen: 11. Platz |